# WILL (S.I.D-Sound의 음반)
WILL은 한국의 인디 밴드 시드사운드가 2012년 11월 12일에 발매한 어쿠스티카 음반이다. 기존의 곡을 편곡한 곡과 새로 만든 곡이 수록되있다. 

## 수록곡
1. Innocent Eyes
작곡:강민훈 (BLOODMOON) 편곡:장성규 (TOTO) 작사:강민훈 (BLOODMOON)
노래:
5분 01초
2. Hitchhiker
작곡:권수현 (aragon) 편곡:장성규 (TOTO) 작사:이소예 (률)
노래:서량
4분 05초
3. Day, after day
작곡:이상용 (HiTaZ) 편곡:장성규 (TOTO) 작사:이소예 (률)
노래:
3분 40초
4. DATE
작곡:신동휘 (M2U) 편곡:신동휘 (M2U) 작사:장성규 (TOTO)
노래:서량
4분 31초
5. Reminiscence Overtyre
작곡:이상용 (HiTaZ) 편곡:장성규 (TOTO) 작사:이종성 (tacat)
노래:
5분 14초
6. 하늬바람 높새바람
작곡:예은수 (ampstyle) 편곡:장성규 (TOTO) 작사:예은수 (ampstyle)
노래:서량
Feat. vin
3분 59초
7. 무도회의 시작 (interlude)
작곡:장성규 (TOTO) 편곡:장성규 (TOTO) 연주:장성규 (TOTO)
3분 12초
8. Masquerade
작곡:예은수 (ampstyle) 편곡:장성규 (TOTO) 작사:이소예 (률)
노래:서량
3분 51초
9. 북극성 (Studio Live ver.)
작곡:장성규 (TOTO) 편곡:장성규 (TOTO) 작사:장성규 (TOTO)
노래:서량
3분 58초
10. 여래아(黎崍阿)
작곡:김민석 (4-part) 편곡:장성규 (TOTO) 작사:이소예 (률)
노래:서량
6분 10초
11. Brave your dream
작곡:이상용 (HiTaZ) 편곡:장성규 (TOTO) 작사:이종성 (tacat)
노래:
5분 04초
12. Will
작곡:신동휘 (M2U) 편곡:신동휘 (M2U) 작사:장성규 (TOTO)
노래:서량 x Vin
Feat. 초희, 포티, 임민지, AZ, lizt, PARABIRTH, TOTO
4분 44초

## 제작진
- 앨범 프로듀서

장성규 (TOTO)
- 작곡

강민훈 (BLOODMOON)
김민석 (4-part)
권수현 (aragon)
이상용 (HiTaZ)
예은수 (ampstyle)
신동휘 (M2U)
장성규 (TOTO)
- 편곡

장성규 (TOTO)
신동휘 (M2U)
- 기타

예은수 (ampstyle)
고명원 (AZ)
장성규 (TOTO)
- 작사

이소예 (률)
강민훈 (BLOODMOON)
장성규 (TOTO)
이종성 (tacat)
예은수 (ampstyle)
- 보컬

박서희 (서량)
- - feat

유원빈 (Vin)
- 코러스

김초희 (초희)
장민지 (포티)
고명원 (AZ)
문창환 (lizT)
조세의 (PARABIRTH)
장성규 (TOTO)
임민지
- 믹스&마스터링

이종성 (tacat)
촬영을 그린리프가 했고 앨범 제작에 creent가 참여했지만 목록에는 없다. 그리고 예은수가 녹음 작업을 했지만 목록에 녹음은 없다.